# Église Saint-Félix de Portiragnes
L'église Saint-Félix de Portiragnes est une église classée de style gothique située à Portiragnes dans le département français de l'Hérault en région Occitanie.

## Historique
La première mention de l'église Saint-Félix de Portiragnes remonte à 1305 : elle est mentionnée cette année-là sous le nom d'Ecclesia Sancti Felicis castri de Porcairanicis et était alors un prieuré dépendant du chapitre de la cathédrale Saint-Nazaire de Béziers,,,.
Le prieuré est donné en 1305 par l'évêque Bérenger III aux chanoinesses de l'abbaye du Saint-Esprit,.
Ultérieurement, l'église est mentionnée sous le nom de Rector de Porcayranicis en 1323, de Prior de P. et S. Cypriano en 1323.
L'église actuelle semble postérieure à ces mentions et daterait du milieu du XIVe siècle. « Si la date de la construction n'est malheureusement pas connue, l'emploi d'un type de coiffe sur un culot, le capuchon ramené en pointe sur l'avant est l'indicateur d'une date proche de l'intervalle 1330-1340 ».
Au XVIIe siècle, des travaux sont réalisés pour réparer le pavé et le portail.
L'église apparaît encore dans les textes  en 1760 sous le nom de Cure de Portiragnes. Placée sous le patronage de saint Félix, elle faisait partie de l'archiprêtré de Cazouls.

## Statut patrimonial et restaurations
L'église fait l'objet d'un classement au titre des monuments historiques depuis le 3 juin 1932,.
À la suite du classement, le plâtre des murs a été ôté en 1934, laissant la pierre à nu : les ornements d’autrefois furent enlevés.
La flèche a été réparée en 1934, la charpente et la couverture de la nef en 1974 et 1982,.

## Architecture

### Architecture extérieure
L'église est un édifice de style gothique, édifié en basalte comme l'église de Vias,,.

#### Clocher
L'église Saint-Félix est flanquée au nord d'un haut clocher de plan carré percé à son sommet de baies campanaires ogivales à abat-sons (deux sur les faces nord et sud, une seule sur les autres faces) et de trous de boulin, et pourvu aux angles de gargouilles en forme de canon,,.
La face nord du clocher porte deux pierres gravées du millésime « 1723 » qui marquent la réparation du clocher par un « maître maçon de la ville d'Agde »,.
Il est surmonté d'une flèche octogonale érigée également en basalte. Les cartes postales anciennes montrent que le clocher portait à une certaine époque une cloche dans une cage de fer forgé au côté nord, à côté de la flèche.

Le clocher
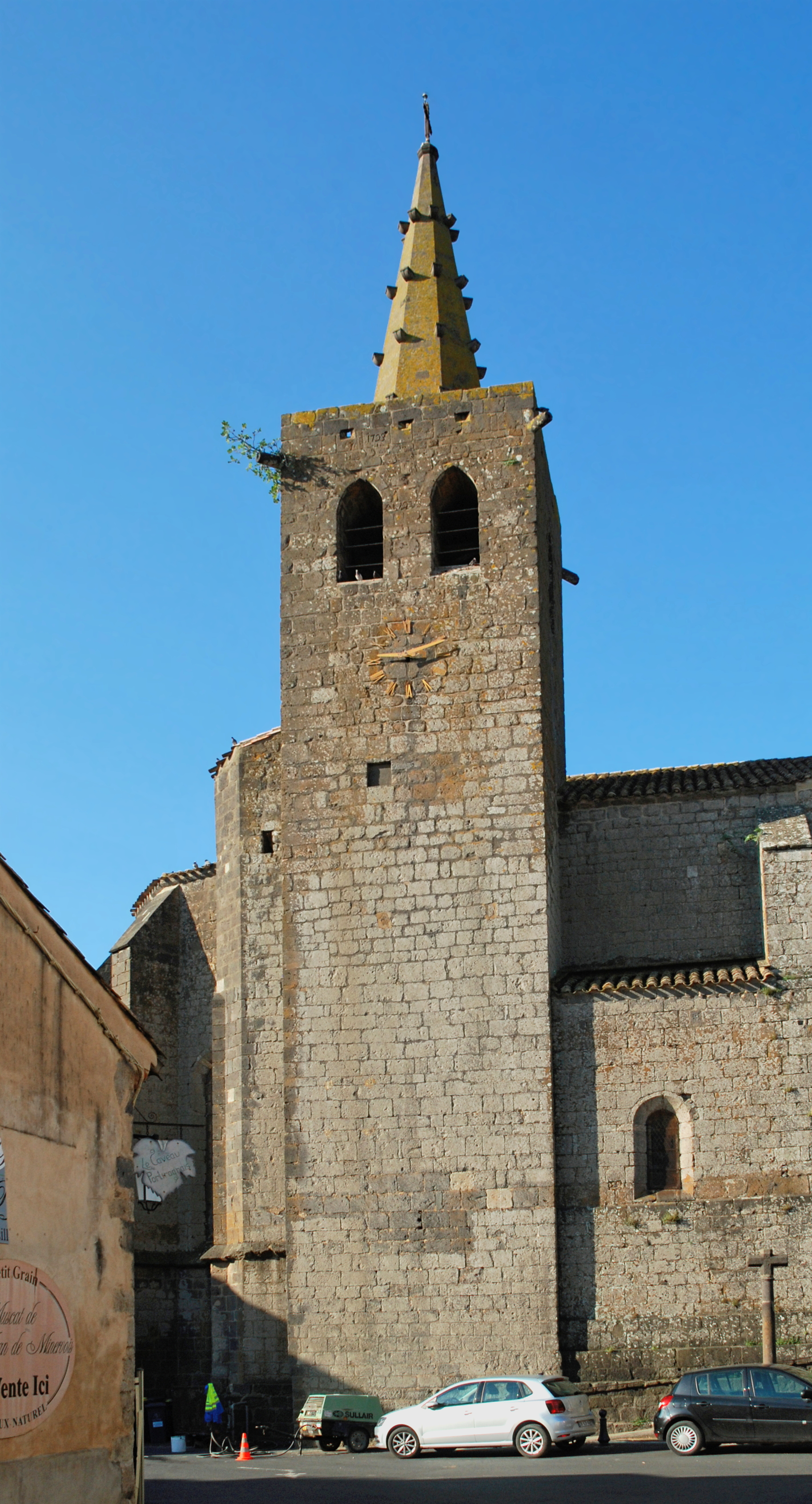
Le clocher vu du nord.
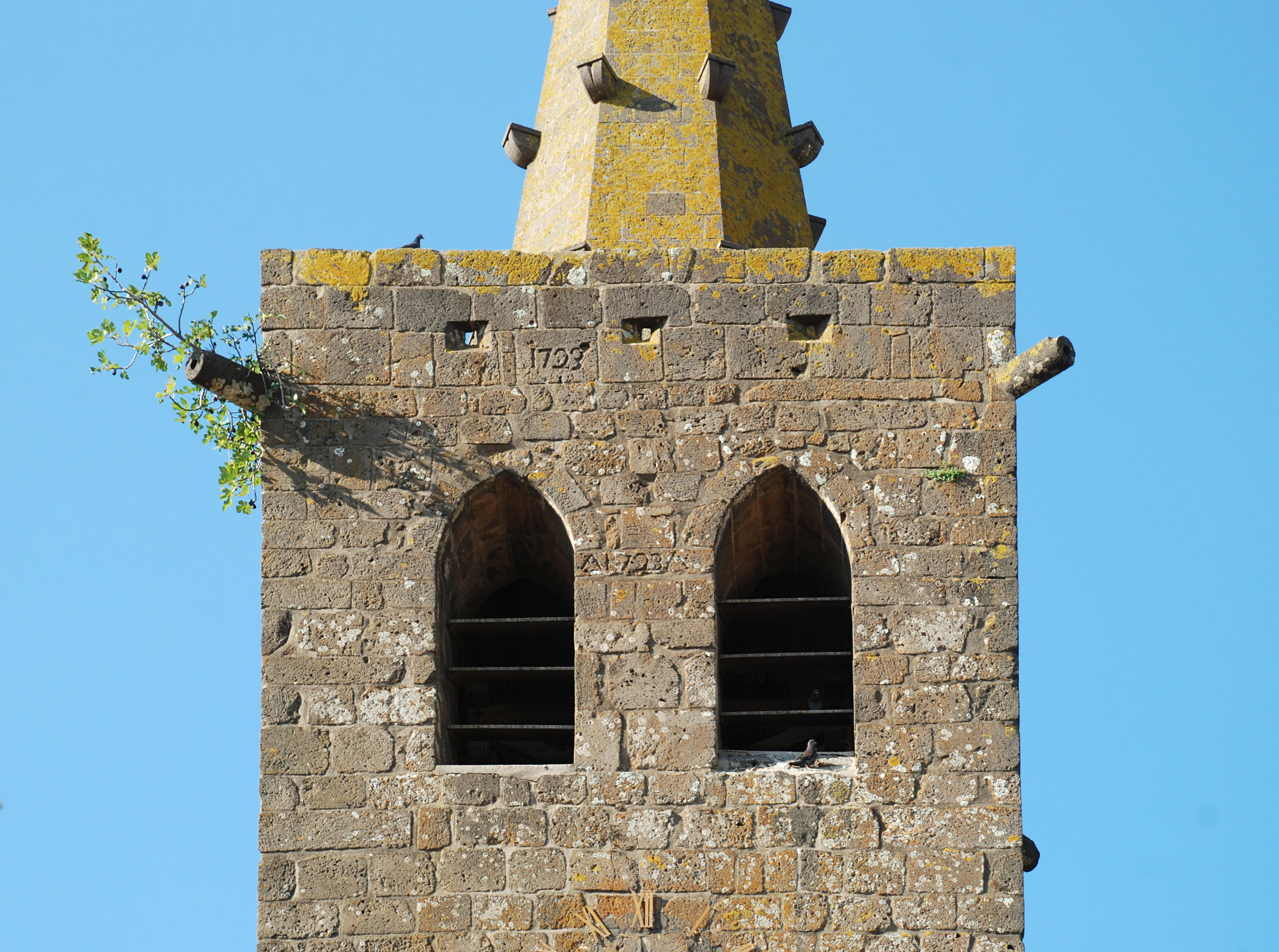
Les baies ogivales, les deux millésimes « 1723 », les  trous de boulin et les gargouilles.
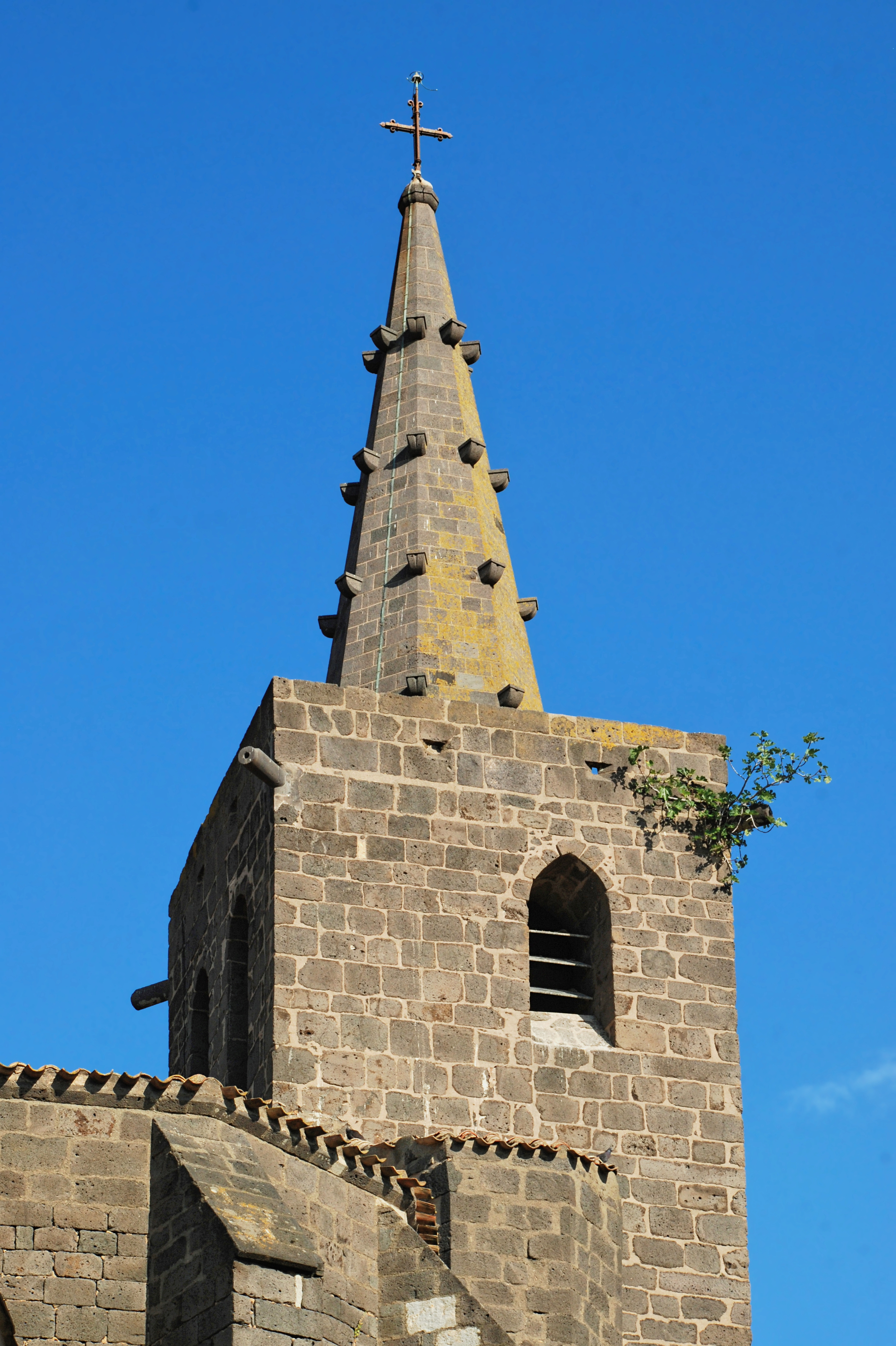
Le clocher vu de l'est.
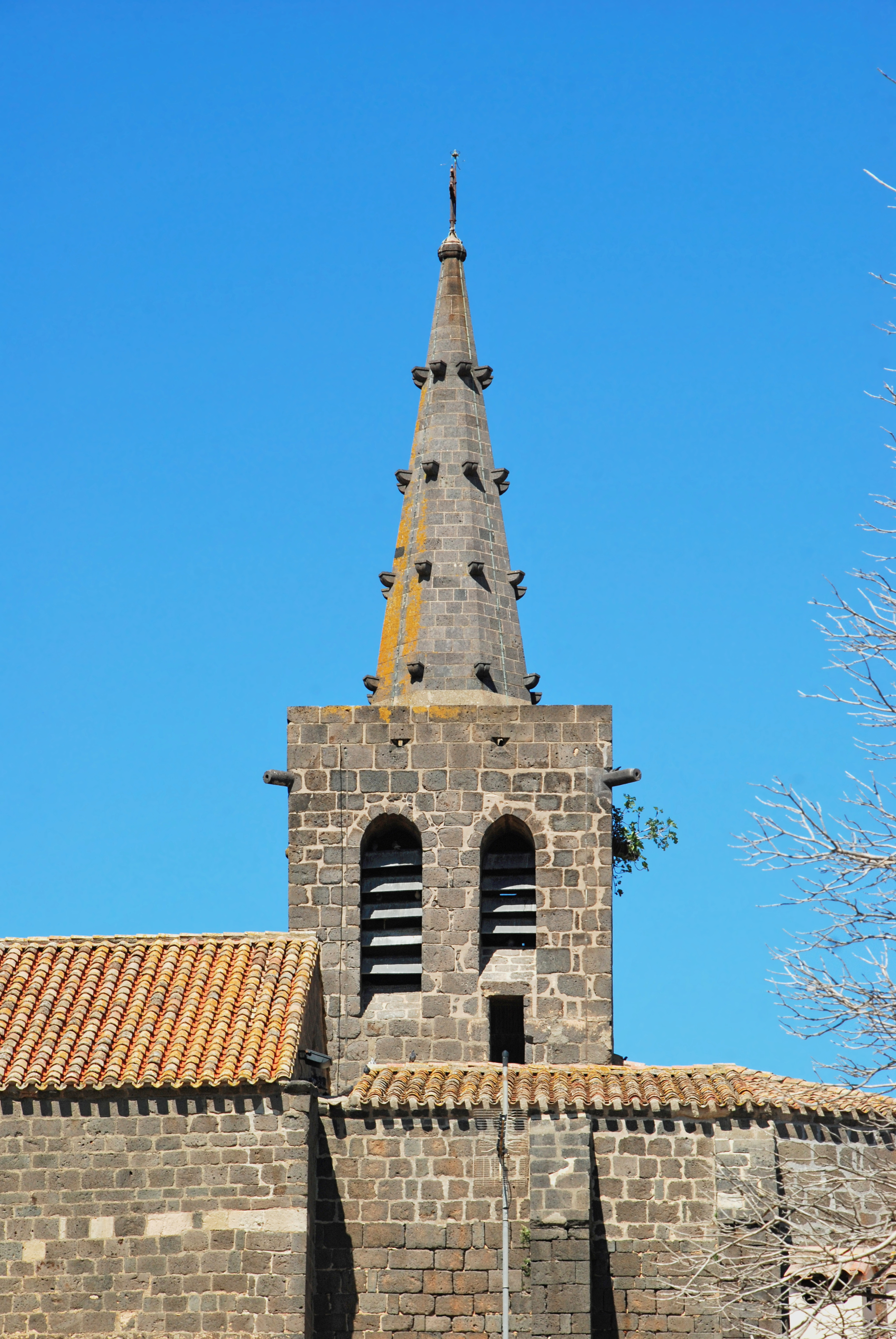
Le clocher vu du sud.

#### Façade occidentale
L'église présente à l'ouest une façade en basalte gris-brun et en pierre calcaire de structure très simple.
Cette façade est percée en son centre d'un petit portail de style gothique enserré entre deux puissants contreforts et surmonté d'une fenêtre cintrée à simple ébrasement.
Le portail ogival possède un élégant encadrement mouluré réalisé non en basalte, qui n’est adapté à la taille, mais dans un calcaire blanc très fin. Il est flanqué de piédroits dont l'imposte est sculptée de chaque côté de la porte d'une tête humaine, de chapiteaux feuillagés et d'un animal fantastique, tous très érodés.
Des croix pattées sont gravées sur les contreforts.
Les cartes postales anciennes montrent que le portail occidental a été muré à une certaine époque.

La façade occidentale et son portail
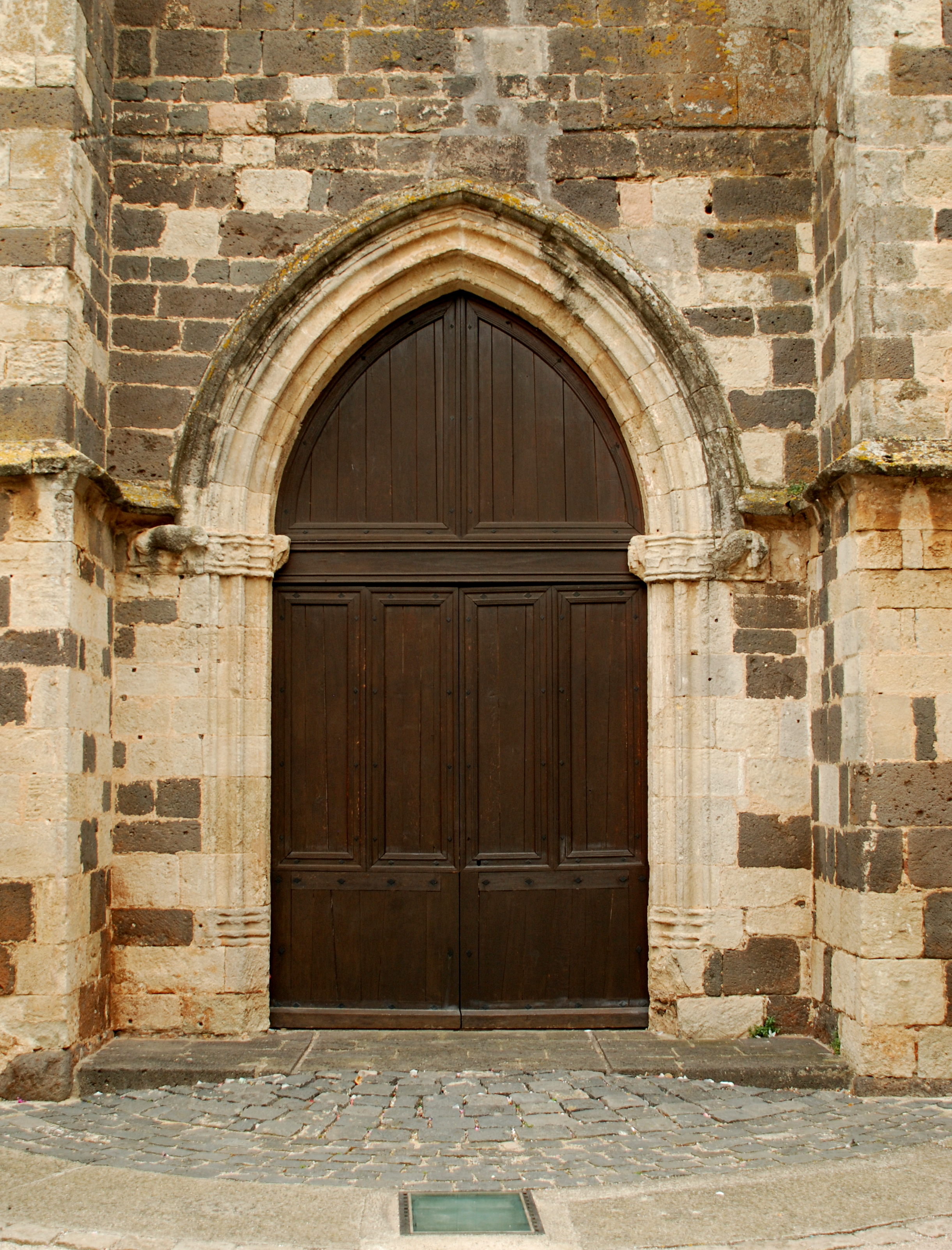
Le portail occidental.
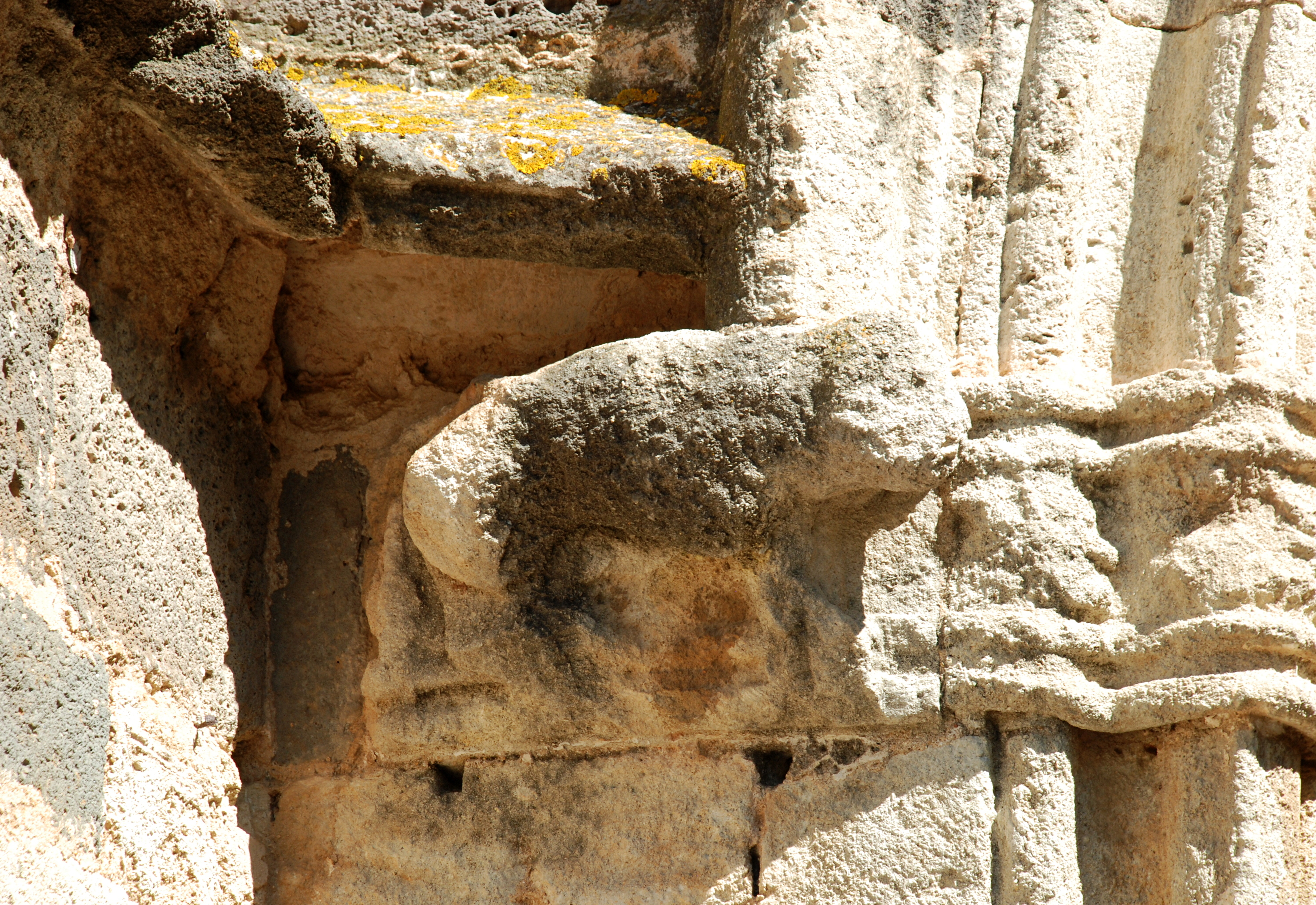
Animal fantastique ornant la base de l'archivolte du portail occidental.
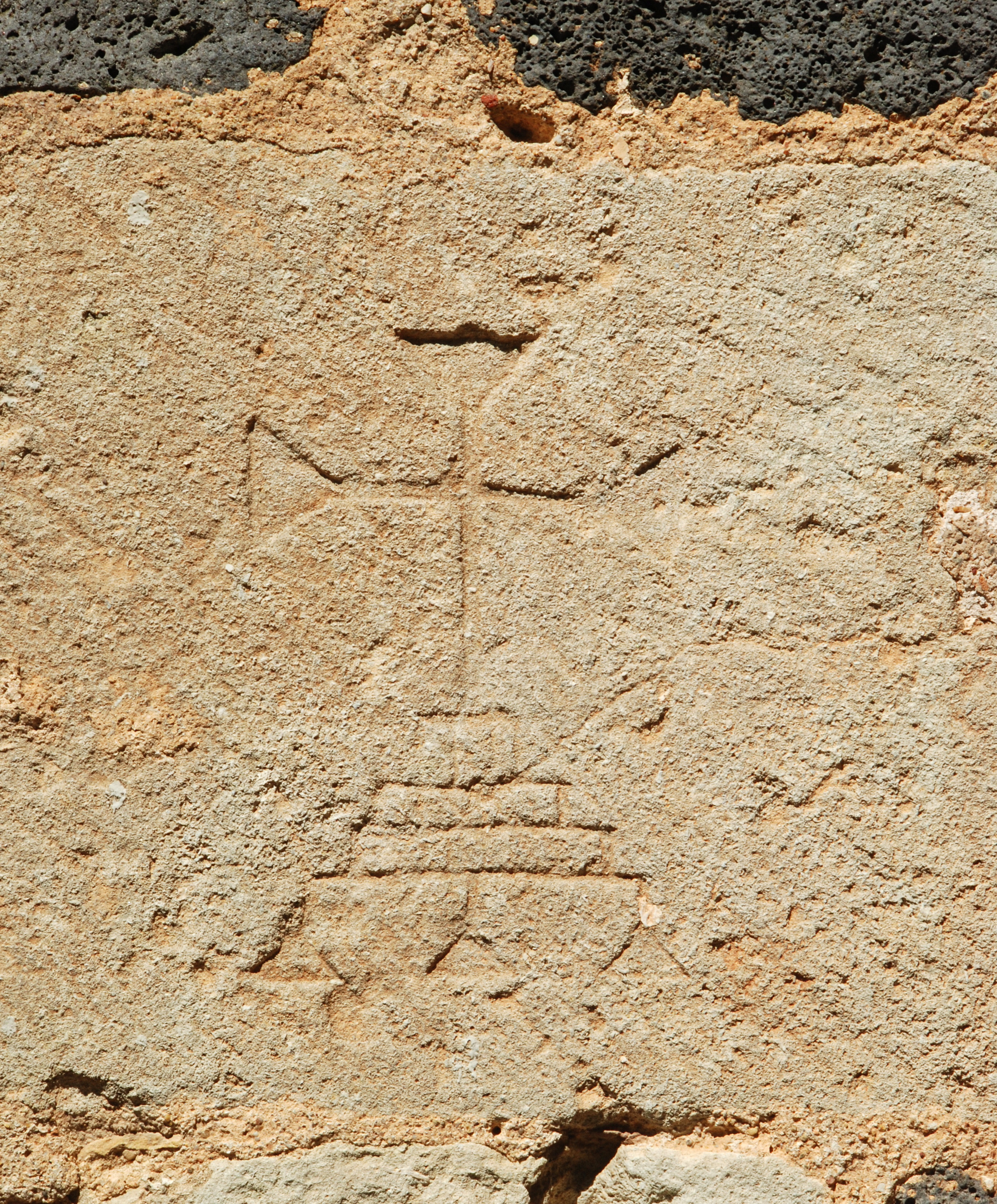
Croix pattée gravée dans la pierre.
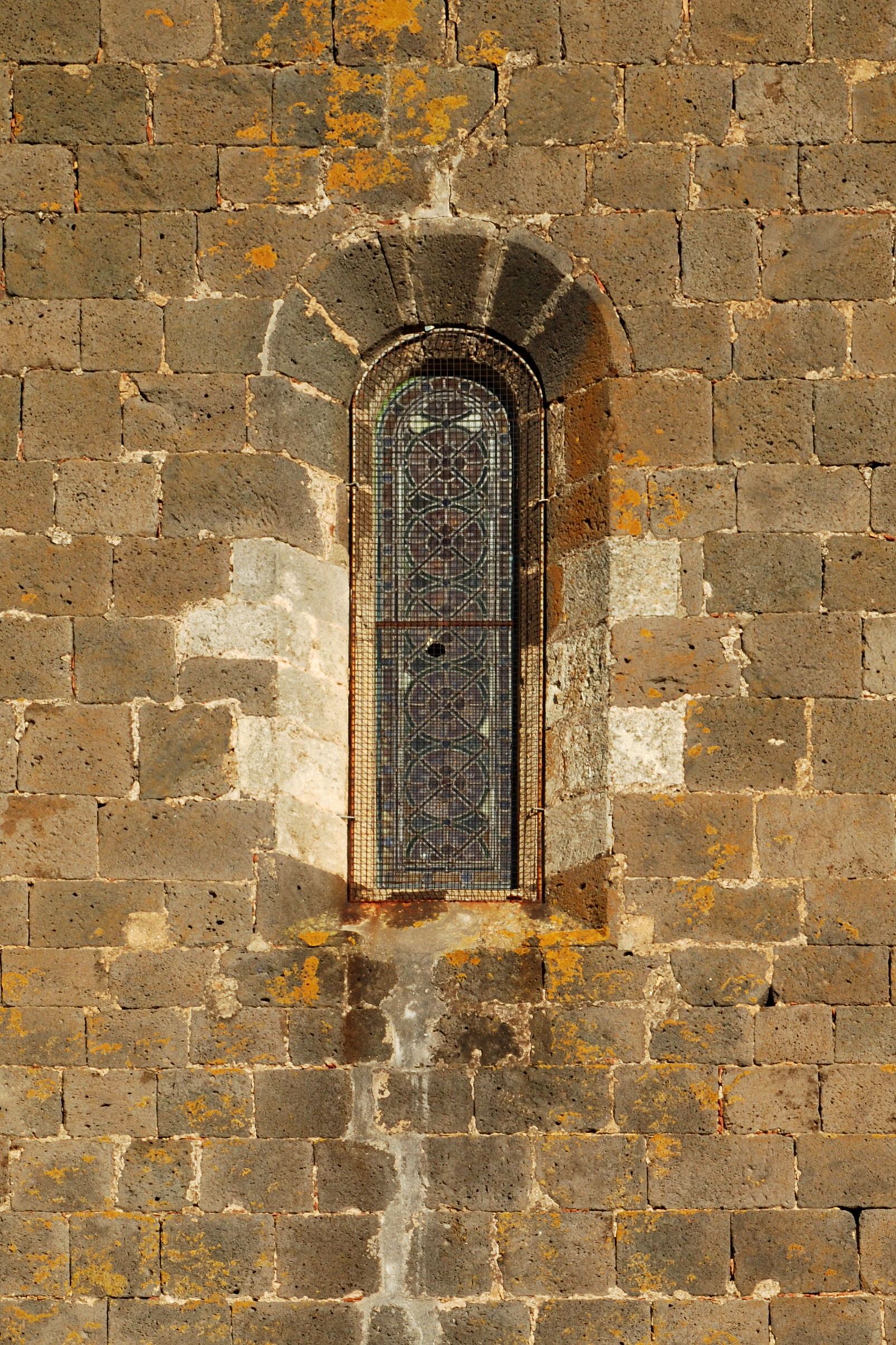
La baie cintrée qui surmonte le portail occidental.

#### Portail nord
« Le côté nord présente, en partant de l'ouest, un portail postérieur à l'église, avec un pinacle surmonté d'une croix, un œil de bœuf trilobé, au-dessus d'une porte ogivale entre colonnettes ».
À gauche du portail nord se dresse une grande croix en basalte frappée sur son socle du millésime « 1698 ».

Le portail nord et la croix en basalte
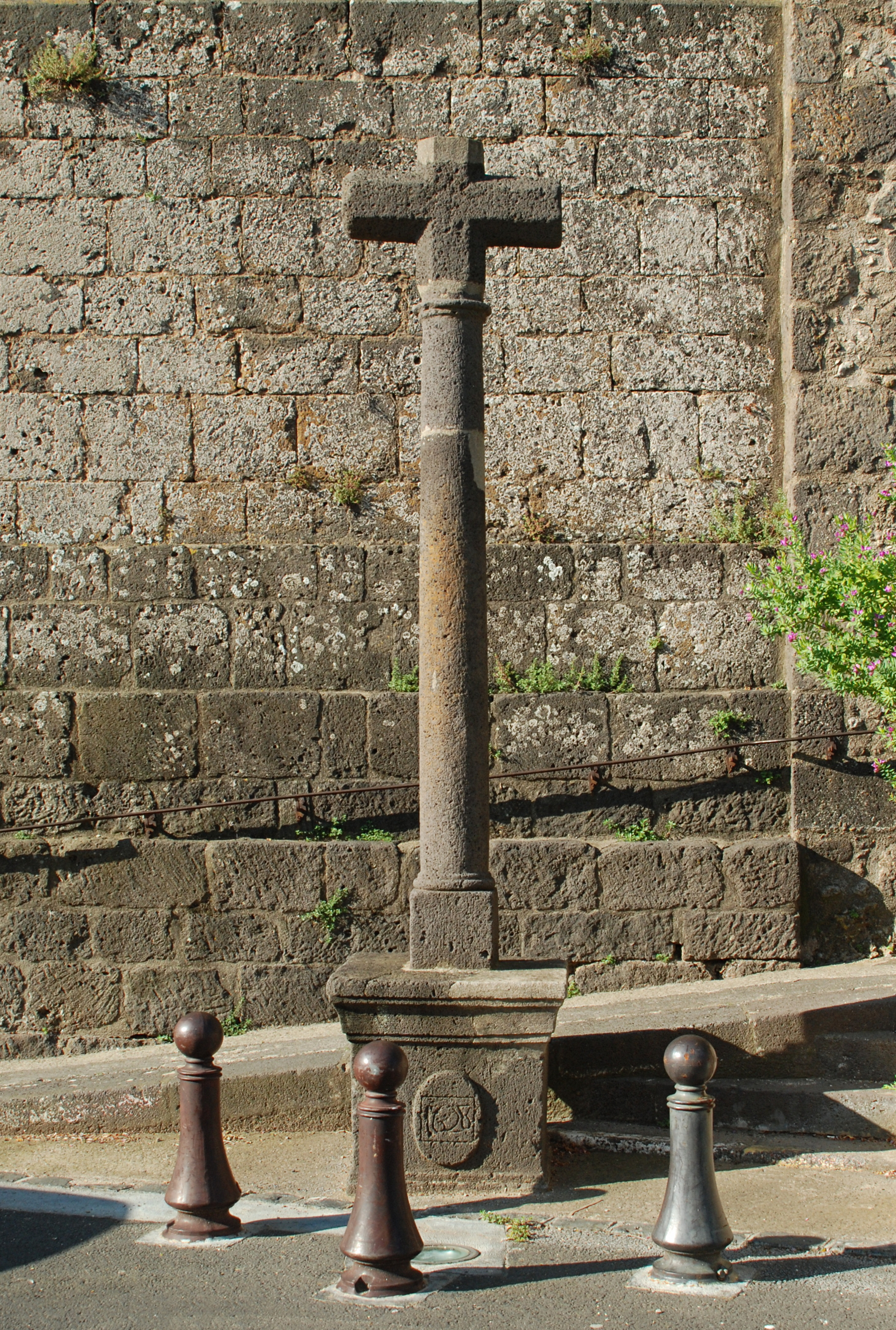
Croix en basalte.
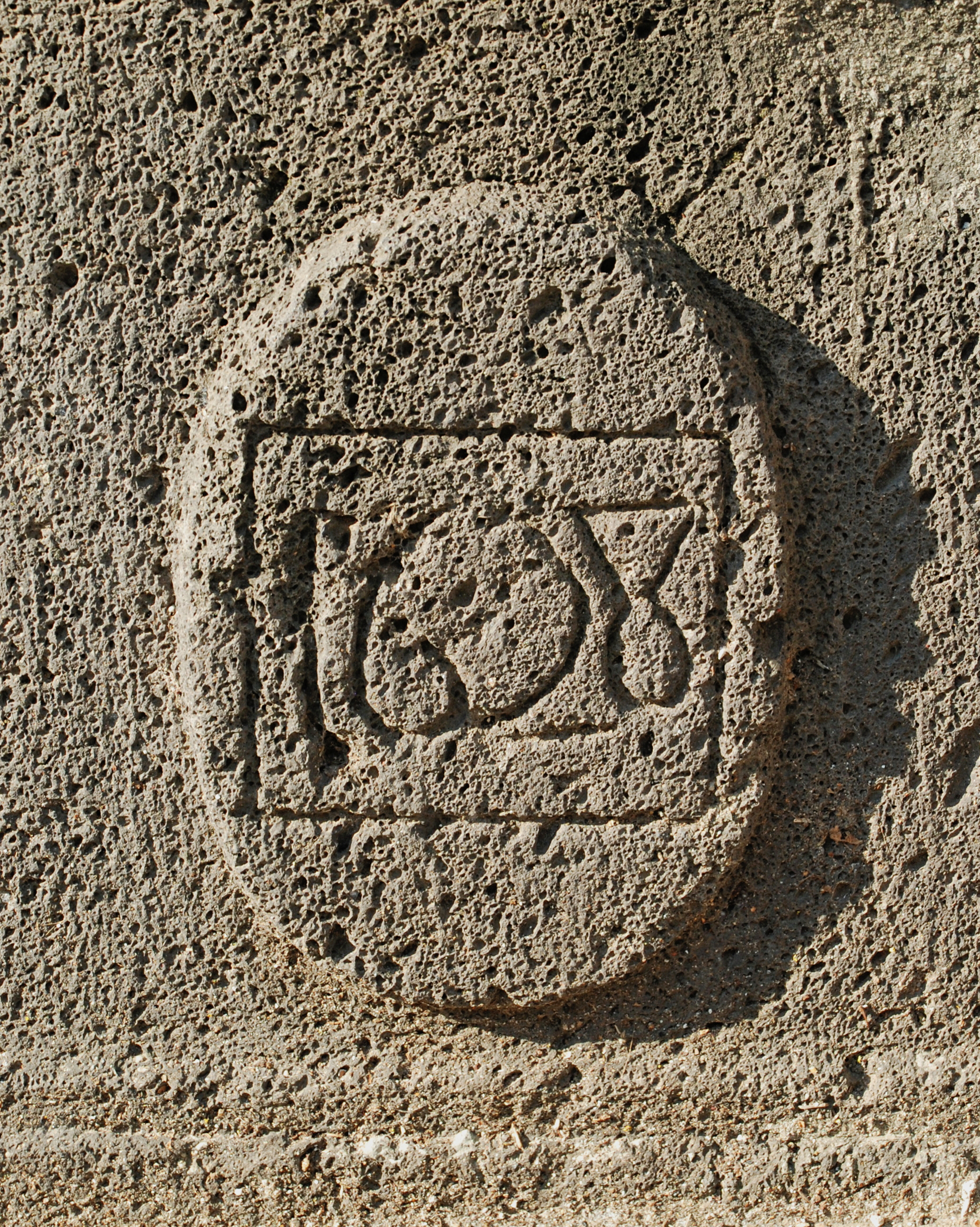
>Millésime gravé dans la pierre sous la croix.
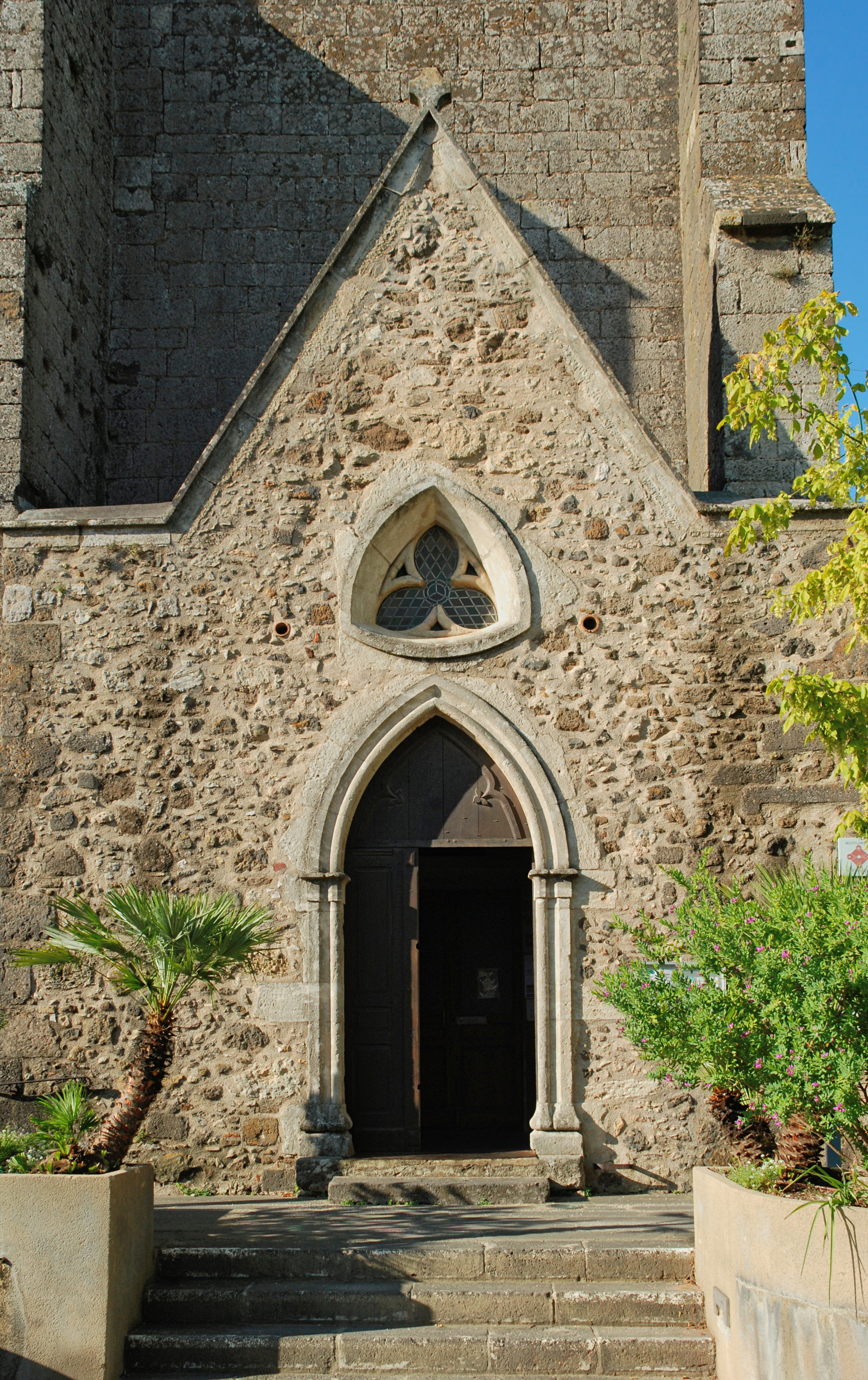
Le portail nord, postérieur à l'église.

### Architecture intérieure
Comme il a été dit plus haut, après le classement de l'église aux Monuments historiques en 1932, le plâtre des murs intérieurs a été ôté en 1934, laissant le basalte à nu, et les ornements furent enlevés (une dizaine de statues de saints, les douze stations du chemin de croix, la chaire de vérité et le lustre monumental qui pendait dans le chœur). Le style épuré qui en a résulté donne à l'église une certaine austérité.
La nef est couverte d'une belle charpente apparente sur arcs de maçonnerie,,,,. « La réception des voûtes est assurée par des culots, sculptés de têtes humaines, dont l'exécution semble sommaire, mais ceci est dû principalement à la qualité de la pierre, le basalte, qui n'est pas adapté à la taille ».
Le transept est bien marqué, formant deux chapelles.
Le chœur est composé d'une travée droite et d'une abside à sept pans éclairé par de hautes et fines fenêtres,. Tous deux sont voûtés d'ogives.
La clé de voûte de l'abside, qui représente Agnus Dei, est sculptée dans un calcaire blanc très fin qui se prête plus à la taille que le basalte.

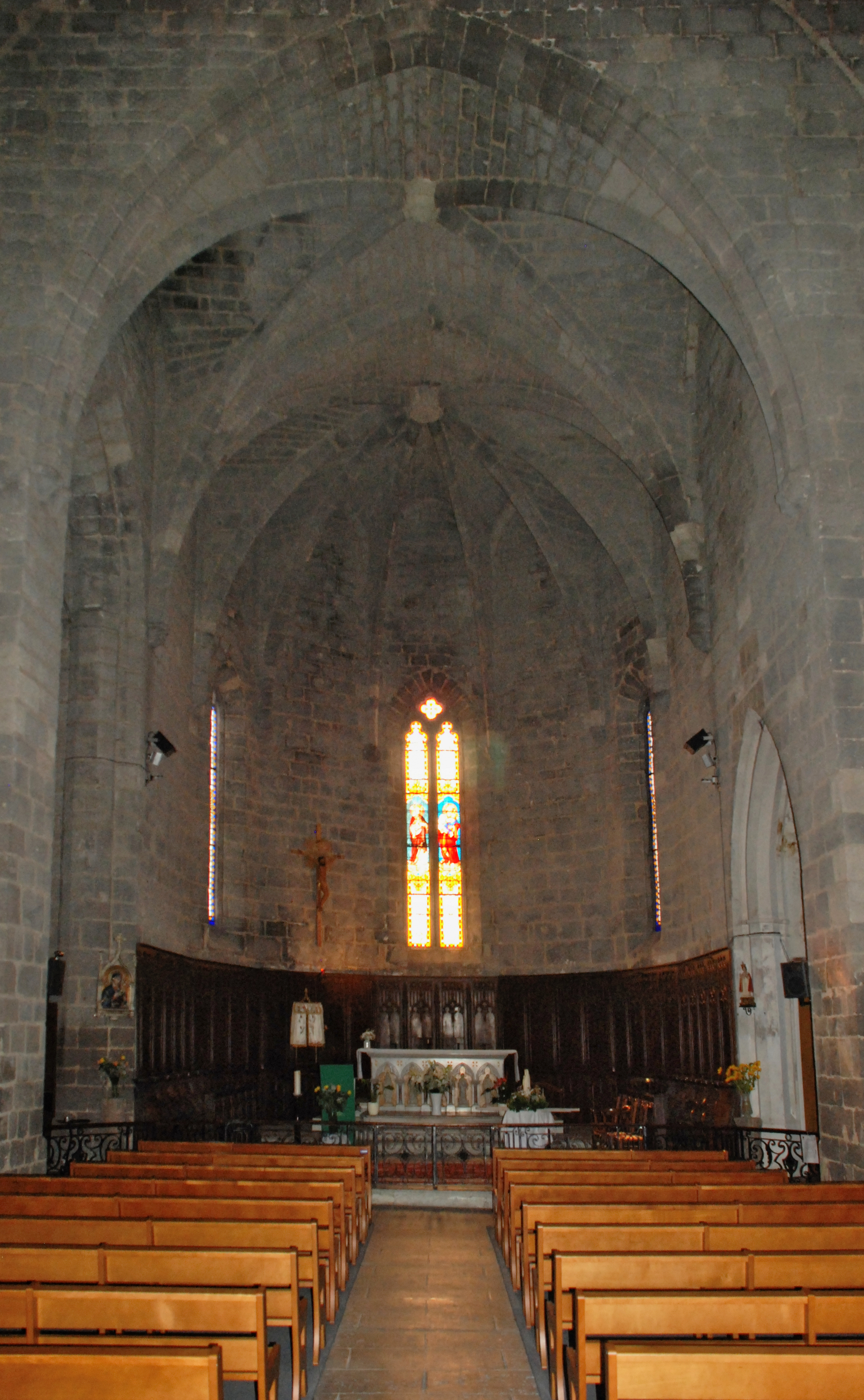
Le chœur.
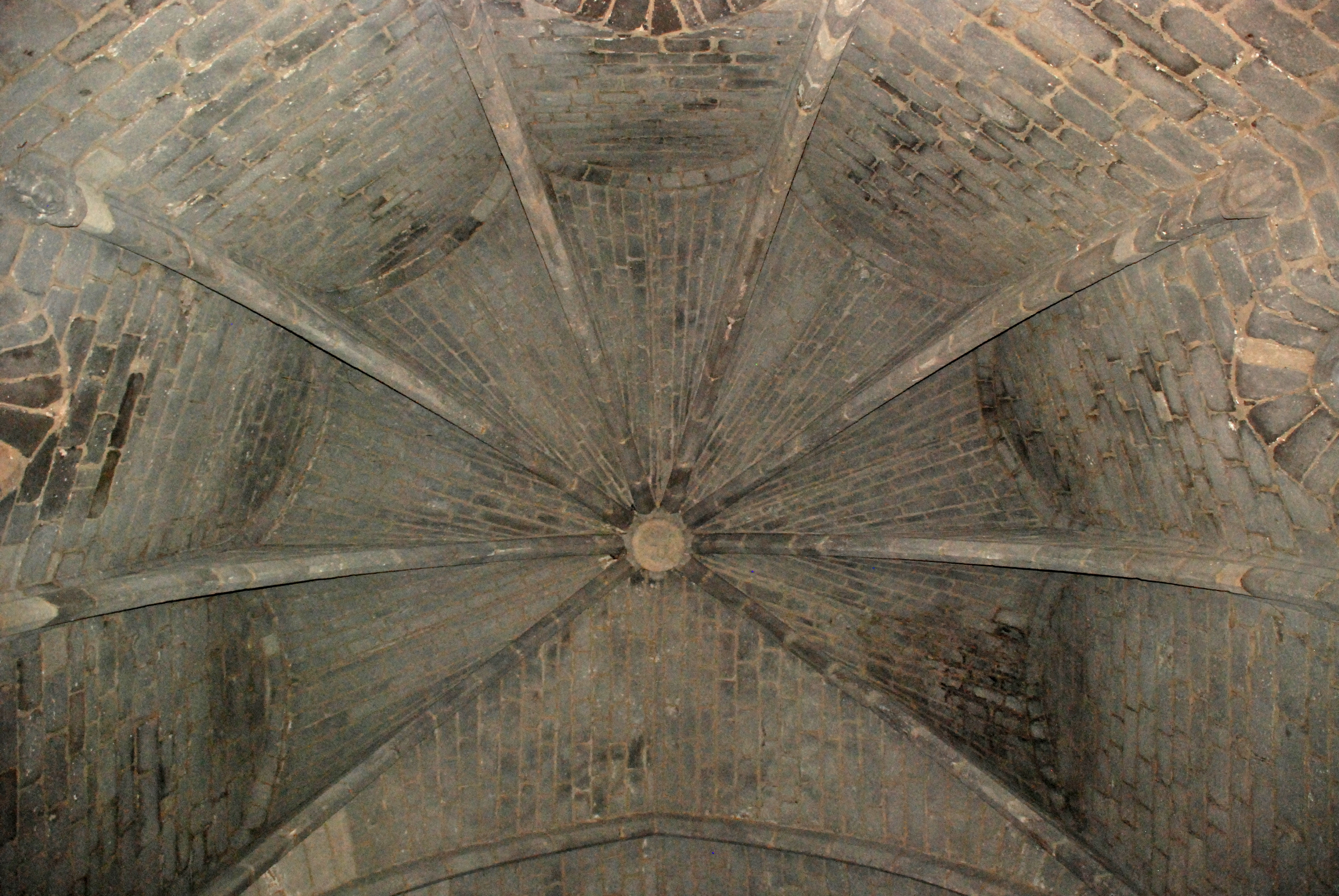
La voûte d'ogives du chœur.
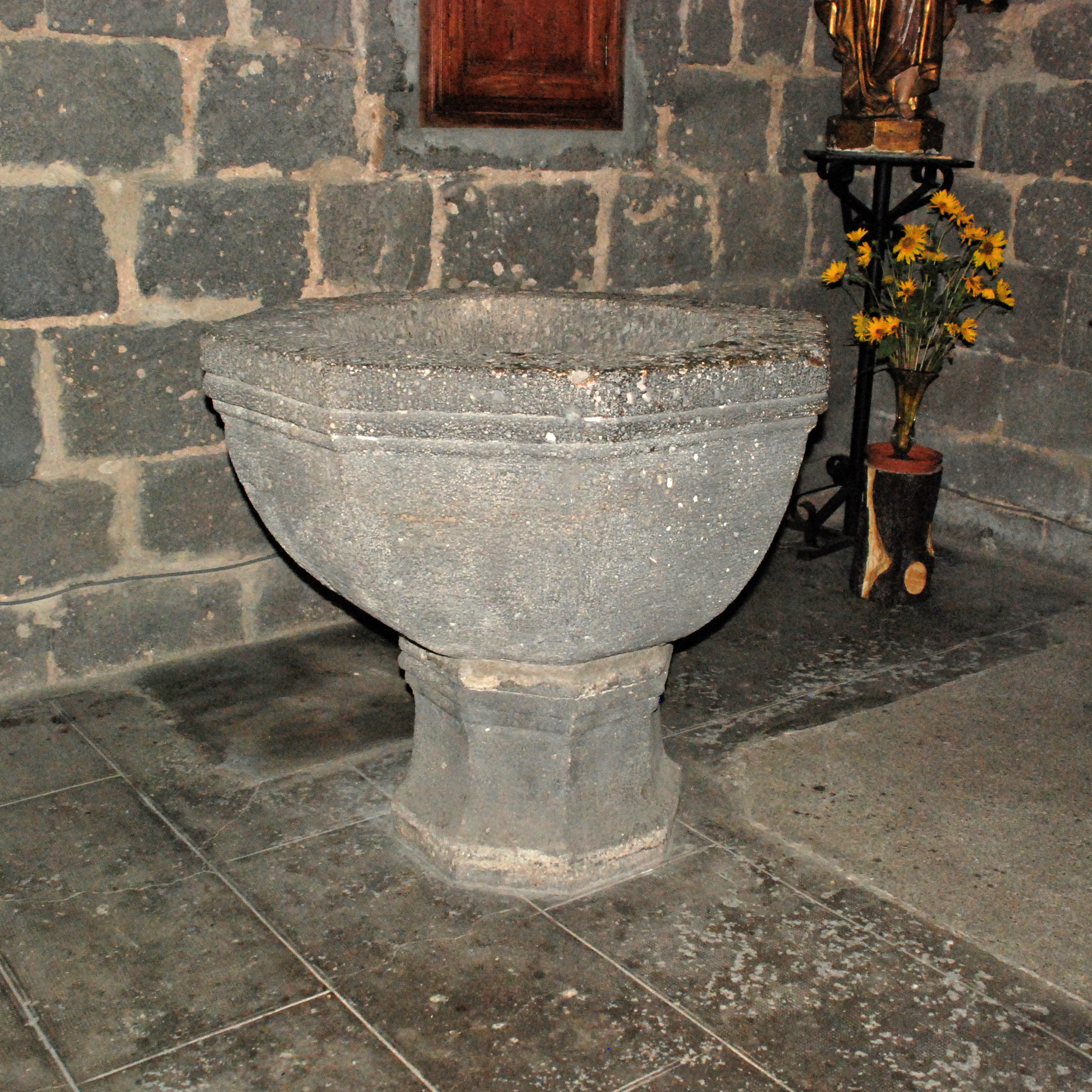
Cuve baptismale.